# 김홍섭 (법조인)
김홍섭(金洪燮, 1915년 8월 28일 ~ 1965년 3월 16일)은 대한민국의 법조인이다. 서울고등법원장을 재직 중에 간암으로 사망하였다.

## 생애
전북특별자치도 김제에서 태어난 김홍섭은 조선변호사시험에 합격해 1941년 4월부터 변호사로 활동하면서 단발하라는 조선총독부의 압력에도 "변호사는 자유업"이라는 이유로 거부했다. 해방 후에는 대한민국 정부에서 서울지검 검사에 임명되어 조재천 검사와 함께 정판사 위조지폐 사건 등을 수사했다. 하지만 이내 사직하고 뚝섬으로 가서 농사를 지으며 살았는데, 김병로 대법원장이 "이런 중요한 시기에 어찌 자신의 고민에만 집착하고 있겠느냐"는 호통에 결국 1946년 12월 다시 법조계로 돌아왔다.
이후 판사 생활을 하다가 1961년 12월 광주고등법원장으로 있으면서  주요 형사사건 재판장을 하기도 했는데 그 중에서 경주호를 납치해 이북으로 가기 위해 난동하고 살인했던 경주호 납북기도 사건 항소심 재판에서 피고인 3명에게 사형을 선고한 뒤 5분가량 머리를 숙이고서는 곧이어 피고인들에게 "하느님의 눈으로 보시면 재판장석에 앉은 나와 피고인석에 있는 여러분 중에 누가 죄인인지는 알 수 없는 일입니다"고 말했다.
사형제도의 폐지를 주장한 김홍섭은 자신이 판결한 사형수의 대부가 되었을 뿐만 아니라 사형수의 유가족을 돌봤다.
전주지방법원장,대법원 판사, 광주고등법원장을 역임하고 서울고등법원장에 재직 중이던 1965년 3월 16일에 숙환으로 사망했다.
가톨릭으로 개종하였지만 그 전에는 불교를 믿었으며 나중에 불교에서 개신교(감리회)로 첫 개종하였다가 결국 개신교(감리회)에서 로마 가톨릭으로 최종 성향 개종하였다. 방한암, 최남선, 김일엽 등과 가깝게 지냈으며 시집 '무명' 등 2권과 '창세기초', '무상을 넘어', '하야장', '성좌도'라는 수필집을 펴냈다. 작품에서 "기본적 인권은 민족의 이익보다 높다고 믿는 것이 법관으로서 내 신조이다"라고 적었다.

## 사후 평가
사망한지 1주년이 되는 1966년 3월 16일 김홍섭의 사직동 자택에서 박귀훈 신부의 집전으로 재야, 재조 법조인들이 모인 가운데 추도식을 했다. 1995년 사법 100주년을 맞아 언론에서 법관 350명을
상대로 가장 존경하는 법률가를 조사했을 때 41%의 득표를 받아 46%를 득표한 김병로에 2위를 차지했다.1999년 12월 3일에 전라북도 전주시 덕진동 덕진공원에 법원장 시절에도 흰 고무신과 도시락을 들고 다닐 정도로 청렴 강직으로 통하는 초대 대법원장 김병로, 서울고등법원장을 지낸 최대교와 함께 동상 제막식을 가졌다.

## 주요 판결
- 광주고등법원 재판장으로 있던 1961년 10월 12일에 경주호 납북 미수 사건의 주도자인 4명에 대해 사형, 그외 18명에게 최고 무기징역에서 징역2년을 선고했다.[8] 1962년 4월 30일에  부정선거 관련자 처벌법을 적용해 기소된 전 이리시장 성범용에 대해 1심에서 무죄가 선고되자 검찰이 항소한 사건에서 원심을 유지하며 무죄를 확정했으며, 전라남도 도의회 의장 선거 당시 최월근에게 투표하겠다는 조건 하에 각각 10만환을 건넨 중수뢰 혐의에 대해 최월근에게 징역8월 집행유예2년, 그외 16명의 피고인들에게 선고유예했다.[9]

## 같이 보기
- 최종고 저술 <법 바로 세우기>